# Attila Bátky
Attila Bátky (ur. 23 stycznia 1973) – słowacki zapaśnik walczący w stylu klasycznym. Dwukrotny olimpijczyk. Zajął dziesiąte miejsce w Atenach 2004 i dziewiętnaste w Pekinie 2008. Walczył w kategorii 84 kg.
Jedenastokrotny uczestnik mistrzostw świata; brązowy medalista w 2003. Czwarty na mistrzostwach Europy w 2000. Mistrz świata wojskowych w 2001 roku.
- Turniej w Atenach 2004

Zwyciężył Kirgiza Dżanarbeka Kendżejewa a przegrał z Japończykiem Shingo Matsumoto i Ara Abrahamianem ze Szwecji.
- Turniej w Pekinie 2008

Uległ Kubańczykowi Yuniorowi Estradzie.